# Depot I von Ovčáry
Das Depot I von Ovčáry (auch Hortfund I von Ovčáry) ist ein Depotfund der frühbronzezeitlichen Aunjetitzer Kultur aus Ovčáry u Kolína im Středočeský kraj, Tschechien. Es datiert in die Zeit zwischen 2000 und 1800 v. Chr. Das Depot befindet sich heute im Museum von Kolín.

## Fundgeschichte
Das Depot wurde südlich von Ovčáry bei Bachregulierungsarbeiten entdeckt. Das genaue Datum des Funds ist unbekannt, die erste Erwähnung erfolgte 1936. Die Fundstelle war ursprünglich eine feuchte Niederung.
Aus Ovčáry stammen noch zwei weitere Depotfunde (II und III) sowie ein einzelner Spangenbarren der Aunjetitzer Kultur. Die Fundstellen der drei Depots liegen zwar jeweils mehr als 1 km voneinander entfernt, es existieren jedoch Sichtachsen. Auch die Gleichartigkeit der Fundgegenstände deutet auf einen Zusammenhang hin.

## Zusammensetzung
Das Depot besteht aus zwei bronzenen Ösenhalsringen bzw. Ringbarren. Sie sind aus einem Stab mit dreieckigem Querschnitt gefertigt und weisen getriebene, verengte, häkchenförmig gebogene Enden auf.